# Nactus vankampeni
Nactus vankampeni är en ödleart som beskrevs av  Leo Daniël Brongersma 1933. Nactus vankampeni ingår i släktet Nactus och familjen geckoödlor. Inga underarter finns listade i Catalogue of Life.